# Christian Fürchtegott Gellert
Christian Fürchtegott Gellert (4. července 1715 Hainichen – 13. prosince 1769 Lipsko) byl německý básník a osvícenský morální filozof.

## Život a dílo
Pocházel z rodiny pastora a vystudoval teologii v Lipsku. Kvůli ostýchavosti a chatrnému zdraví se vzdal myšlenky na dráhu duchovního a roku 1745 začal přednášet filozofii na univerzitě v Lipsku. Roku 1751 se stal mimořádným profesorem a tuto pozici zastával až do smrti.
Ve své době patřil Gellert k nejčtenějším německým básníkům, známé byly například jeho Duchovní ódy a písně (Geistliche Oden und Lieder, 1758). Některé z jeho básní byly zhudebněny Ludwigem van Beethovenem. Dále Gellert napsal mimo jiné několik sentimentálních komedií a román Život švédské hraběnky z G. (Leben der schwedischen Gräfin von G., 1746) inspirovaný Richardsonovou Pamelou, první pokus o psychologický román v německé literatuře.

## Galerie

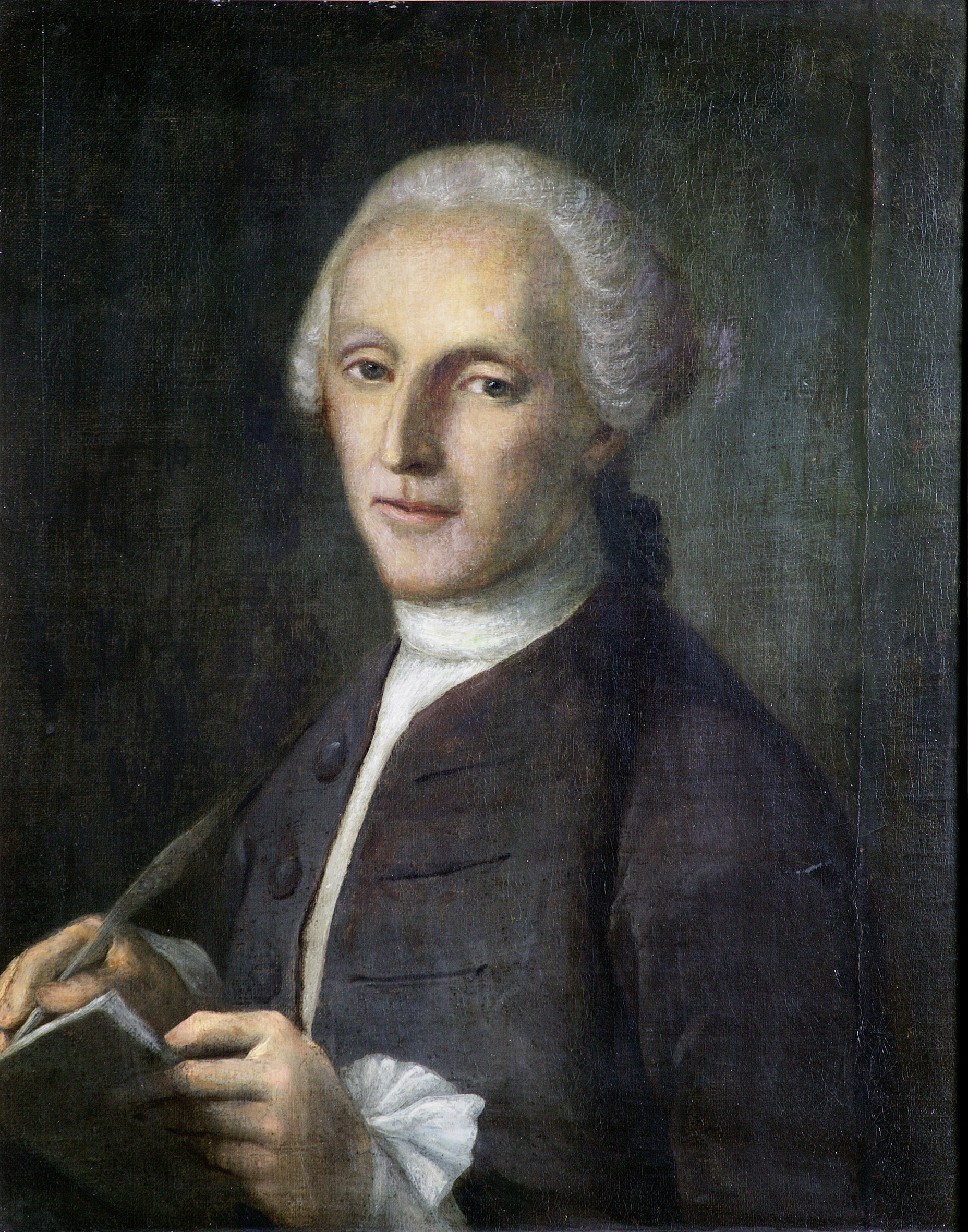
Christian Fürchtegott Gellert (1)
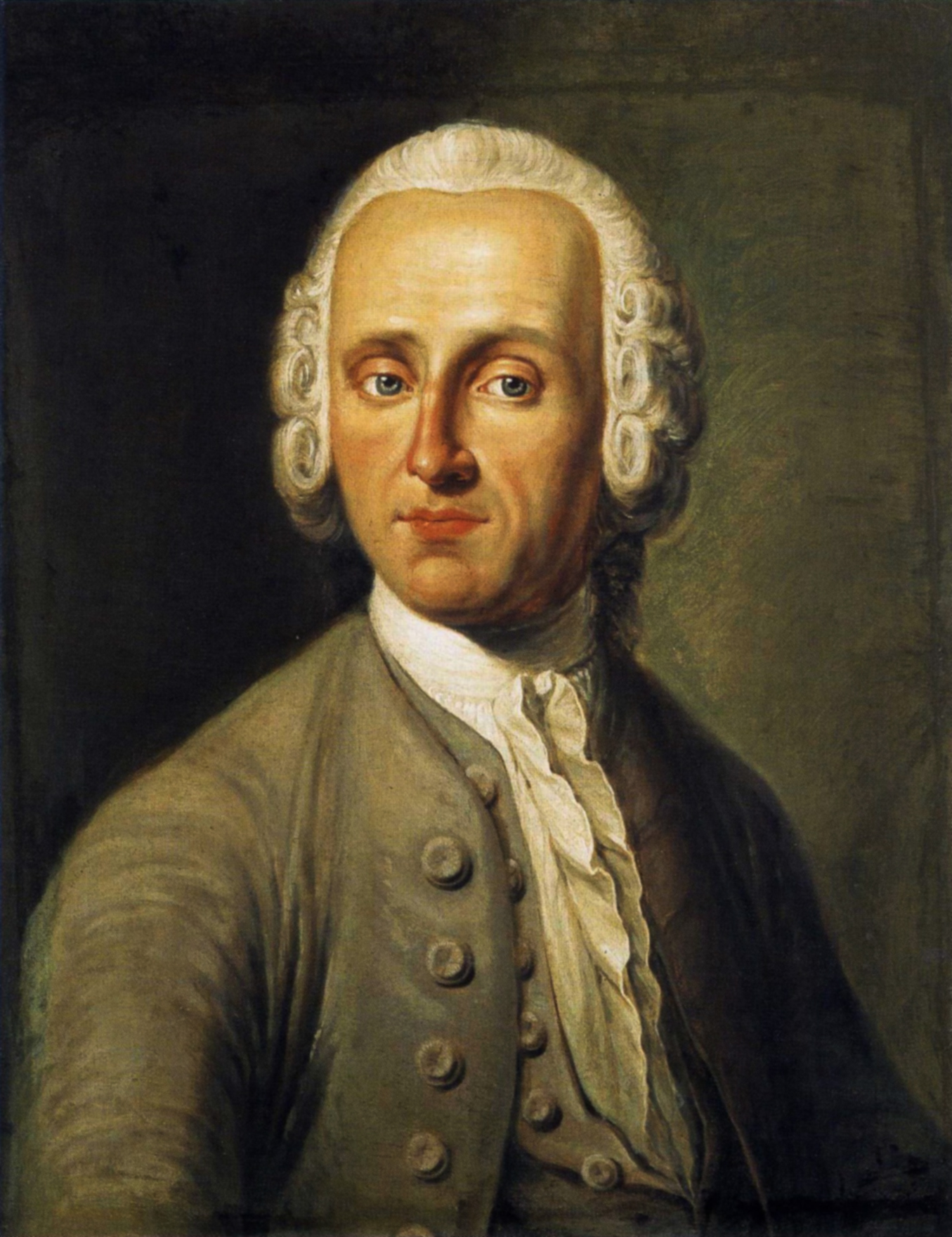
Christian Fürchtegott Gellert (2)
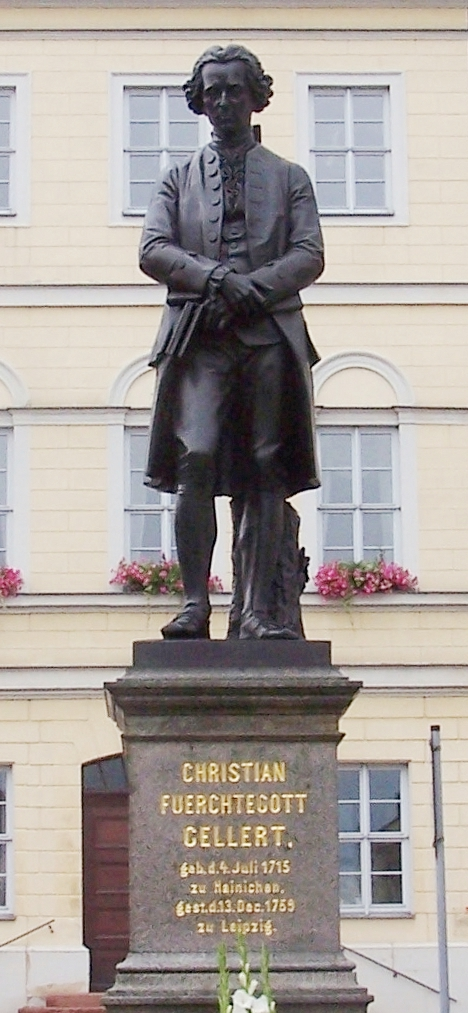
Socha Christiana Fürchtegotta Gellerta v rodném Hainichenu
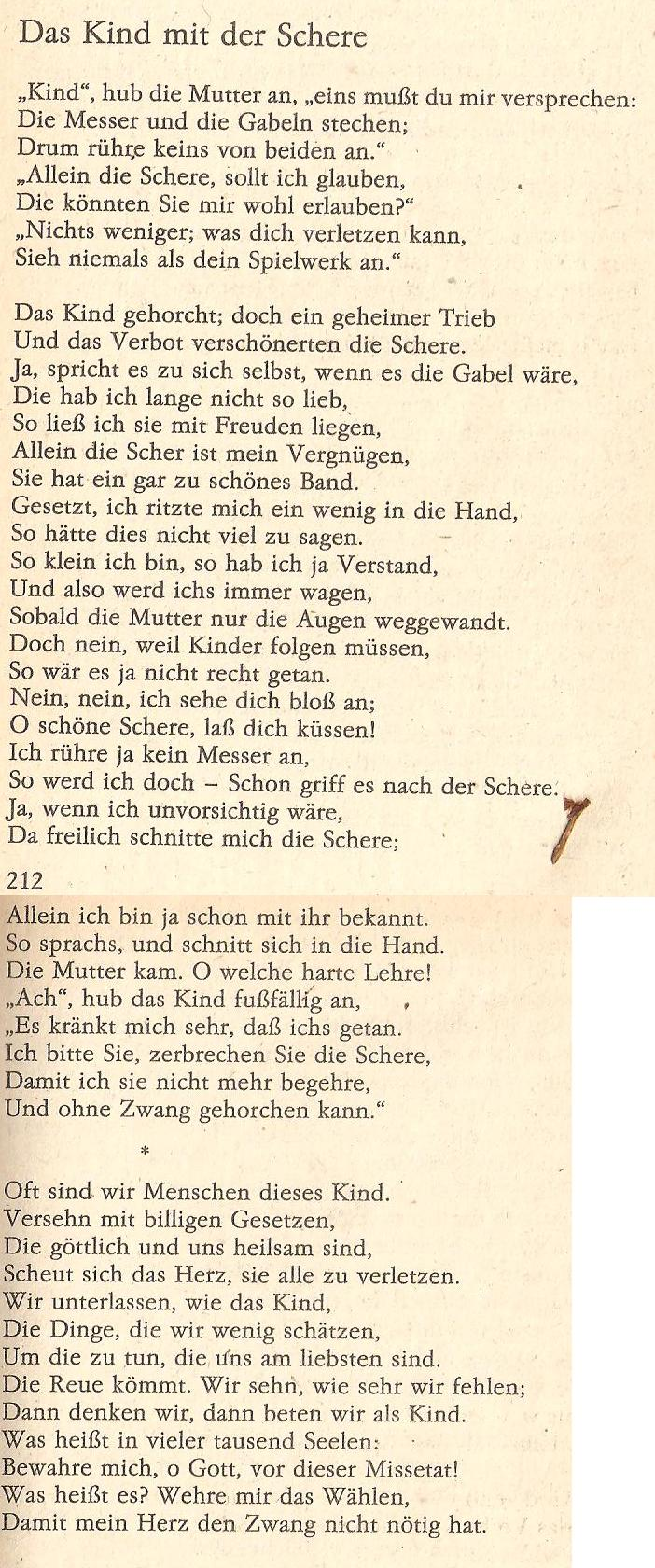
Dílo 'Das Kind mit der Schere'
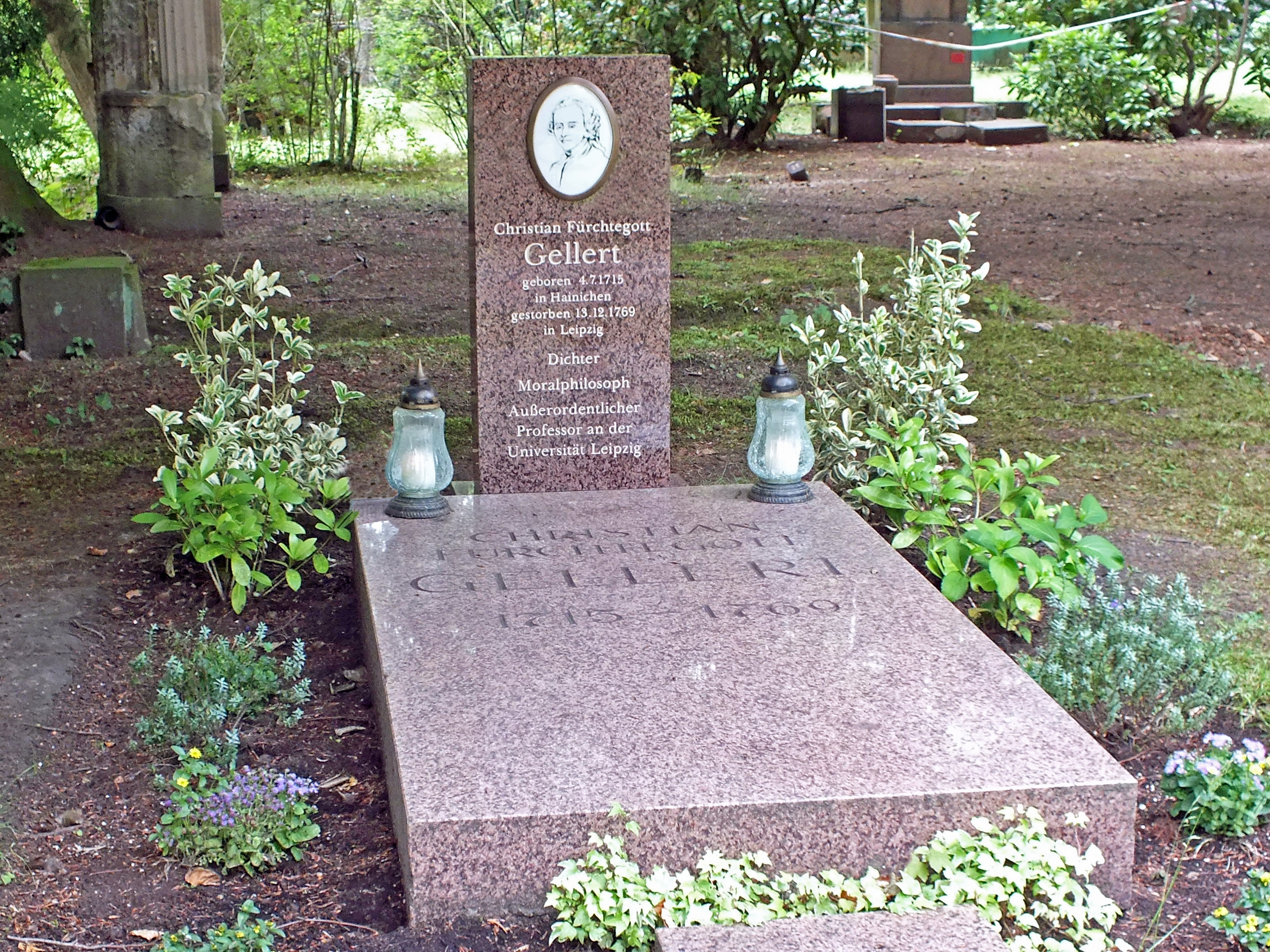
Gellertův hrob v Lipsku
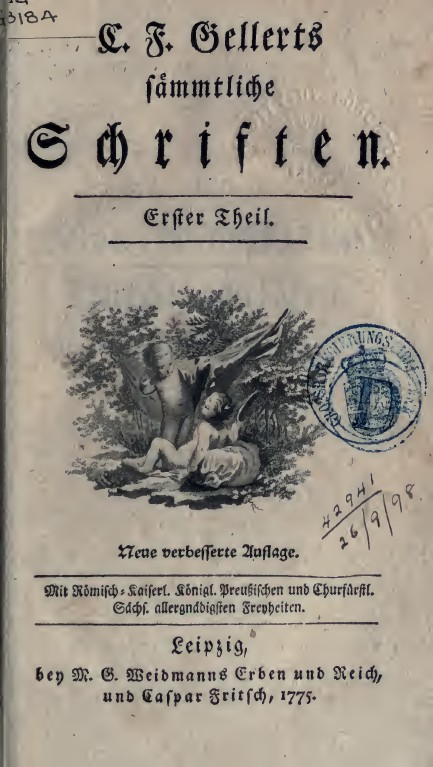
C. F. Gellerts sämmtliche Schriften. Teil 1 (1775)